# Drew Gordon
Pour les articles homonymes, voir Gordon.
Drew Edward Gordon est un joueur américain de basket-ball né le 12 juillet 1990 à San José          (Californie) et mort le 30 mai 2024 à Portland (Oregon). Il évoluait au poste d'ailier fort et de pivot. 

## Biographie
Drew Gordon est le frère aîné d'Aaron Gordon, joueur des Denver Nuggets en NBA.

### Carrière
Le 7 août 2015, Drew Gordon signe au Champagne Châlons-Reims Basket, équipe qui a terminé 12e lors de la saison 2014-2015 et entraînée par Nikola Antić.
Il termine la saison 2015-2016 moyennant 14,0 points, 9,6 rebonds et 1,5 passe décisive pour 19,5 d'évaluation: seconde meilleure moyenne de rebonds par match et d'évaluation individuelle de Pro A. Il réalise notamment 13 double-doubles lors de cette saison.
Il est récompensé pour ses performances par le titre de MVP de la quinzième journée et sélectionné pour le All-Star Game LNB 2015 se déroulant à l'AccorHotels Arena.
Lors de la saison 2016-2017, Drew Gordon compilait en moyenne 10,6 points et 7,6 rebonds en LKL et 12,6 points et 9,6 rebonds pour une évaluation de 17,3 en Eurocoupe avec son club du Lietuvos rytas.
Le 11 juillet 2017, Drew Gordon signe un contrat d’un an plus un en option avec le Zénith Saint-Pétersbourg.
En janvier 2021, il s'engage avec le club russe du Lokomotiv Kouban-Krasnodar jusqu'à la fin de la saison afin de pallier l'absence sur blessure d'Alan Williams.

### Mort
Le 30 mai 2024, Drew Gordon se tue dans un accident de voiture à Portland (Oregon).

## Records en carrière

### En NBA
Les records personnels de Drew Gordon, officiellement recensés par la NBA sont les suivants :
| Type de statistique        | Saison régulière | Saison régulière       | Saison régulière |
| Type de statistique        | Record           | Adversaire             | Date             |
| -------------------------- | ---------------- | ---------------------- | ---------------- |
| Points                     | 4                | Suns de Phoenix        | 21 novembre 2014 |
| Paniers marqués            | 2                | Suns de Phoenix        | 21 novembre 2014 |
| Paniers tentés             | 4                | @ Mavericks de Dallas  | 13 novembre 2014 |
| Paniers à 3 points réussis |                  |                        |                  |
| Paniers à 3 points tentés  | 1                | 2 fois                 |                  |
| Lancers francs réussis     | 1                | @ Spurs de San Antonio | 17 novembre 2014 |
| Lancers francs tentés      | 2                | @ Spurs de San Antonio | 17 novembre 2014 |
| Rebonds offensifs          | 3                | Celtics de Boston      | 19 novembre 2014 |
| Rebonds défensifs          | 4                | @ Mavericks de Dallas  | 13 novembre 2014 |
| Rebonds totaux             | 5                | 2 fois                 |                  |
| Passes décisives           | 2                | @ Rockets de Houston   | 14 novembre 2014 |
| Interceptions              | 1                | @ Rockets de Houston   | 14 novembre 2014 |
| Contres                    | 3                |                        |                  |
| Balles perdues             | 3                | @ Rockets de Houston   | 14 novembre 2014 |
| Minutes jouées             | 13               | 2 fois                 |                  |

- Double-double : aucun (au 21 novembre 2014)
- Triple-double : aucun.